# Thai-Airways-Flug 231
Thai-Airways-Flug 231 war ein planmäßiger Inlandsflug der thailändischen Fluggesellschaft Thai Airways Company von Khon Kaen nach Bangkok, auf dem am 27. April 1980 eine Hawker-Siddeley HS 748 nahe dem Flughafen Bangkok-Don Mueang abstürzte.

## Flugzeug
Das Flugzeug des Typs Hawker-Siddeley HS 748 mit dem Luftfahrzeugkennzeichen HS-THB und der Werksnummer 1568 wurde im Jahr 1964 gebaut. Das Flugzeug hatte bis zum Absturz 12.791 Flugstunden absolviert.

## Verlauf
Als sich das Flugzeug beim Landeanflug der Landebahn 21R des Flughafens Bangkok Don Mueang näherte, geriet es in einer Höhe von 1.500 Fuß (rund 450 Meter) über dem Boden in ein schweres Gewitter. Das Flugzeug wurde von einem Fallwind erfasst und zu Boden gerissen. Es schlug leicht nach rechts geneigt auf, rutschte rund 155 Meter weit und zerbrach. Die Maschine wurde vollständig zerstört; 40 der 49 Passagiere und die vierköpfige Besatzung kamen ums Leben.

## Mögliche Unfallursachen
Folgende Ursachen könnten zum Unfall geführt haben:
- Das an Bord befindliche Wetterradar wurde nicht genutzt.
- Es wurde kein Wechsel auf die ATIS-Frequenz "Special Weather Report" vorgenommen. Somit erhielt die Crew keine Informationen über das Gewitter.
- Die Piloten glaubten, dass das Fliegen mit Radarvektoren sicher sei und die Flugsicherung das Flugzeug nicht ins Gewitter leitet.
- Die Piloten bemerkten nicht, dass sich im Anflug außer dem von ihnen beobachteten Gewitter ein zweites befand.